# Giuseppe Francesco Borri
Giuseppe Francesco Borri (født 4. maj 1627 i Milano, død august 1695 i Rom) var en italiensk eventyrer, profet, læge og alkymist, der bl.a. arbejdede for den danske kong Frederik 3. og den svenske dronning Christina.

## Liv og virke
Borri stammede fra en fremtrædende milanesisk adelsslægt og gik på jesuiterkollegiet i Rom, hvor han var elev af Athanasius Kircher. Som anfører for et studenteroprør blev han i 1649 bortvist fra skolen. Derefter blev han page i Vatikanet og studerende desuden alkymi og kemi, hvorved han fik kontakt til alkymiinteresserede adelsfolk som Massimiliano Palombara og til dronning Christina af Sverige, der var i eksil i Rom. På grund af en koleraepidemi tog han i 1656 til Milano. På denne tid behandlede han tilsyneladende en syfilisinfektion med kviksølvholdige medikamenter, hvilket medførte delirier. I Milano færdedes han i kvietistiske kredse, blev anklaget af den romerske inkvisition og flygtede i 1659 til Schweiz. Han blev dømt in absentia og symbolsk brændt på bålet in effigie på Campo di Fiore i Rom i 1661. Efter inkvisitionens synspunkt var han en kætter, der forkyndte messianske opfattelser og lod sig omtale som Prochristus, en forløber eller stedfortræder for Kristus.
Borri blev nu tvunget i eksil, levede en overgang i Strasbourg og fra 1660 i Amsterdam. Han praktiserede som alkymist og udførte vellykkede syfilisbehandlinger. I Amsterdam blev han æresborger i 1661 og blev ven af Ole Borch. I 1654 eller 1655 drog han til København, hvor han havde succes ved Frederik 3.s hof. Han modtog også understøttelse fra Christina af Sverige, som han traf i Hamborg i 1666. Efter Christian 5.s tronbestigelse i 1670 dalede Borris stjerne, og han forsøgte at rejse via Østrig til Osmannerriget. Imidlertid blev han arresteret i Mæhren, og kejser Leopold 1. udleverede ham til paven, Clemens 10., som lod Borri indespærre på Engelsborg. Borri måtte offentligt tilbagekalde sine kætterier, men havde for en tid ret komfortable vilkår i fængslet, herunder adgang til eget laboratorium, takket være indflydelsesrige velyndere som dronning Christina. Fra 1678 kunne han bevæge sig forholdsvis frit og praktiserede som læge. Efter Christinas død i 1689 blev hans privilegier inddraget, og fra 1691 sad han igen indespærret på Engelsborg, hvor han døde i 1695 af malaria.

## Skrifter
- Lettere di F. B. ad un suo amico circa l’attione intitolata: La Virtù coronata, Rom 1643
- Gentis Burrhorum notitia, Strasbourg 1660
- Iudicium ... de lapide in stomacho cervi reperto, Hannover 1662
- Epistolae duae, 1 De cerebri ortu & usu medico. 2 De artificio oculorum Epistolae duae Ad Th. Bartholinum, København 1669
- La chiave del Gabinetto del Cavagliere G. F. Borri, Køln/Geneve 1681
- Istruzioni politiche date al re di Danimarca., Køln/Geneve 1681
- Hyppocrates Chymicus seu Chymiae Hyppocraticae Specimina quinque a F. I. B. recognita et Olao Borrichio dedicata. Acc. Brevis Quaestio de circulatione sanguinis, Køln 1690
- De virtutibus Balsami Catholici secundum artem chymicam a propriis manibus F. I. B. elaborati, Rom 1694
- De vini degeneratione in acetum et an sit calidum vel frigidum decisio experimentalis in Galleria di Minerva, II, Venedig 1697